# 洛茲基 (沃洛季米列齊區)
51°20′32″N 26°1′1″E / 51.34222°N 26.01694°E
洛茲基（烏克蘭語：Лозки），是烏克蘭西北部的村莊，隸屬里夫內州的瓦拉什區。該村始建於1629年，面積16.82平方公里，海拔高度178米，2001年人口838。